# Fertő

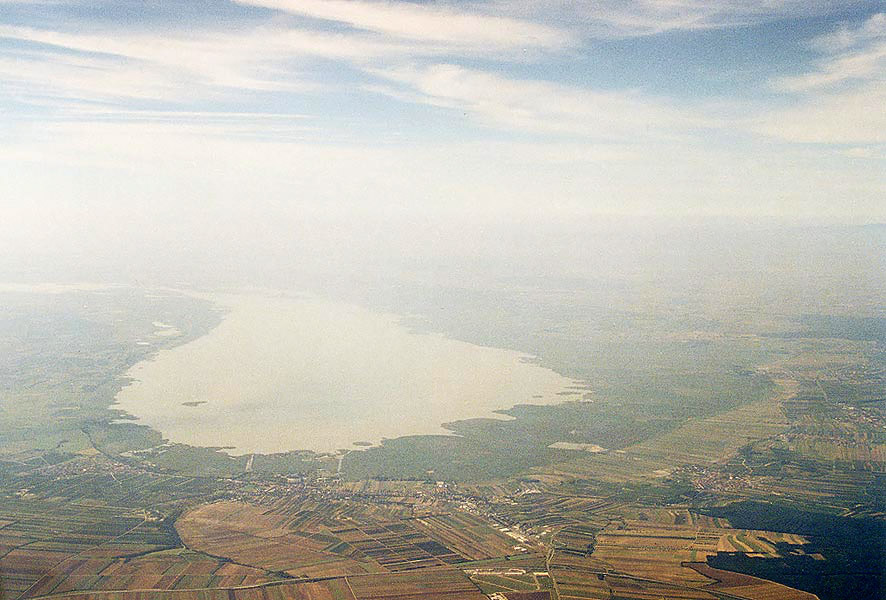
Légifelvétel a tó északi részéről

A Fertő (gyakran Fertő tó, németül Neusiedler See, horvátul: Nežidersko jezero) Magyarország északnyugati határa mentén, Sopron közelében található.
A Fertő mintegy 20 ezer éves, Közép-Európa harmadik legnagyobb állóvize és Európa legnyugatabbra fekvő sztyepptava és szikterülete. Nagyobb része Ausztriához, a többi pedig Magyarországhoz tartozik.[pontosabban?] A Fertő-táj és ennek részeként maga a tó is a világörökség része. Magyarországi partvidékén a Fertő–Hanság Nemzeti Park, az ausztriain a Neusiedler See – Seewinkel Nemzeti Park található.
A Balaton után Közép-Európa második legkönnyebben felmelegedő tava. Hőmérséklete nyaranta nem ritkán eléri a 30°C-ot.

## Nevének eredete
A tó nevét adó „fertő” szó már feledésbe merült jelentése mocsaras, agyagos, sáros hely volt. Ez részben ma is igaz, mert a magyar rész vízfelületének 4/5-ét, az osztrákénak felét nád fedi.

## Földrajza
A Fertő sztyepptó, azaz síkvidéki, szikes, sós állóvíz, sótartalma 33-szorosa a Balatonénak. Két tájegység határán alakult ki: maga a tó földtanilag a Kisalföldhöz tartozik, a nyugati partot szegélyező dombsor a Soproni-hegység nyúlványa.
A tótól keletre húzódó táj kisebb szikes és sós tavaival, homokos síkságaival az Alföldre hasonlít, de nyáron hűvösebb és csapadékosabb annál. A dombvonulaton túl is ismét szikes rétek következnek: ez az átmeneti táj vezet át a Hanság égerlápjaihoz, mocsaraihoz és a csáfordi  tőzikés erdő különlegesen gazdag élővilágához. Vízmélysége átlagosan 50–60 cm; a legmélyebb helyeken sem több 180 cm-nél.
Vízszintje erősen ingadozó, mivel csak egyetlen igazi folyó táplálja, a Vulka (németül Wulka), amely a Rozália-hegység és a Lajta-hegység patakocskáinak vizével gyarapodva ömlik Fertőfehéregyháza (Donnerskirchen) mellett a tóba. Lefolyástalan vizében és iszapjában sok a nátrium: a víz erősen lúgos és sós, ezért a keleti partvidék szikesedik. Iszapját gyógyhatásúnak tartják. Állandó partvonala nincs, kiterjedése folyamatosan változik. 100-120 évenként kiszárad (1543, 1811-13, 1866-68), de volt olyan is, hogy Balaton méretűre duzzadt (1768-69), és öt falut elnyelt.

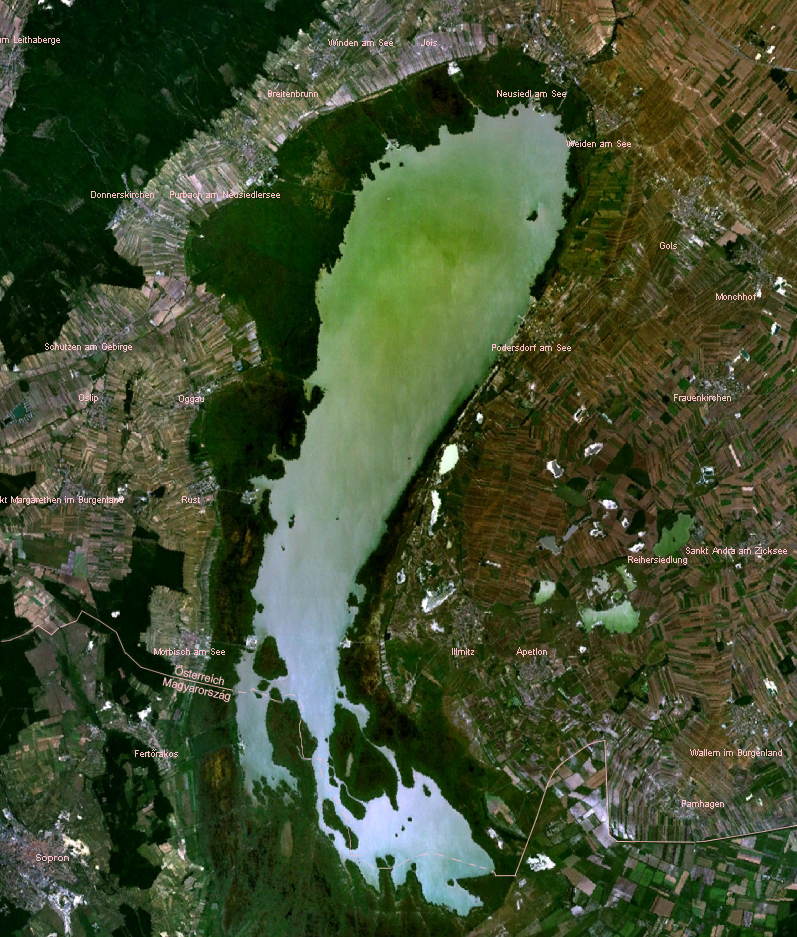
Fertő műholdképen

Különlegessége az időnként, viharos szél idején előforduló ferde vízállása. Például 1888. március 29-én 81 cm-es vízszintkülönbséget mérték a tó déli partján fekvő Fertőboz és az északi partján fekvő Nezsider között. 1926 októberében az öt napig dühöngő vihar 80 km²-ről fújta el a vizet.

### Élővilága
Ezen a vidéken találhatunk csertölgyet és molyhos tölgyet, kosborféléket, számos lepkefajt és gőtét. A nádrengeteg európai jelentőségű madárparadicsom. Akár a fészkelő, akár az átvonuló madarakat nézzük, a Kárpát-medence egyik legjelentősebb madárélőhelye. A nádasban telepesen költ a nagy kócsag, aminek itt található az egyik legnagyobb állománya: ma kb. 700 pár. Ugyancsak telepesen fészkel a vörös gém és a kanalasgém. A nádas jellemző és gyakori fészkelője a nyári lúd és az üstökösréce: tavasszal a Fertő partján több száz család legelészik. A ragadozó madarak közül ugyancsak a nádasban költ a barna rétihéja: a vadászó madarak gyakran láthatóak a part mentén is. Néhány éve újra költ a rétisas, telente pedig az itt összegyülekező sasok kísérik a vadlúdcsapatokat. A nádi énekesmadarak közül legjellegzetesebb a sitke, amelynek egyik legnagyobb állománya költ itt. Gyakori a nádi tücsökmadár, a nádirigó, a cserregő nádiposzáta, a szegélyekben pedig a foltos nádiposzáta és a színpompás kékbegy. Vonulási időszakban szinte minden európai vízimadár faj előfordul. Ez a környezet sok madár számára kínál kedvező élőhelyet. Itt fészkel a nagy kócsag, a vörös és a kanalas gém, a nyári lúd, a búbos vöcsök és a barna rétihéja. A vonulási időszakban vetési ludak, nagy lilikek több tízezres csapatai állomásoznak itt. Olyan ritka madarak is vendégeskednek ezen a vidéken, mint a rétisas, a halászsas, a vörösnyakú lúd, a kékes rétihéja és a vándorsólyom.
A tó öblözetei a kontinentális vadlúdvonulási útvonalba eső pihenőhelyek, a nyári lúd, a vetési lúd és a nagy lilik összes mennyisége egyes években meghaladhatja a 40 ezer példányt. A vadréce fajok közül a csörgő réce tömeges, de más úszóréce fajok is nagy számban vonulnak át, ilyen a kanalas réce, a kendermagos réce és a nyílfarkú réce, amelyek kisebb-nagyobb számban költenek is. A bukórécék közül a veszélyeztetett cigányréce jelentős, amely kis számban ugyancsak költ. 
A part menti, sekély vízborítású szikeseken költ a gulipán és a gólyatöcs, egyes években a hazánkból szinte kipusztult széki lile. E sekély vizekben a nálunk honos partimadarak mellett a messze északon fészkelő fajok egyedei is megjelennek, ilyen például a kőforgató és a vékonycsőrű víztaposó.
A védett ürge legnyugatibb hazai előfordulási helye a tó keleti partján Mekszikópusztán található.
A természeti értékek megismerésére a sarródi Kócsagvár, ez egyben a Fertő-Hanság Nemzeti Park igazgatóságának központja is, az Osli melletti Eszterházy-madárvárta, az öntésmajori (Kapuvár, Hanság Élővilága Kiállítás), és a fertőújlaki bemutatóhelyek nyújtanak lehetőséget. A területet tanösvényeken is bejárhatjuk, a Fertő nádasába vezető Vízi rence tanösvényt kenuban evezhetjük végig.

## Története
A Fertő eredete és múltja sokat vitatott kérdés. Régészeti feltárások következtében tudjuk, hogy a tó környéke már az újkőkor óta lakott. 
A tó elnevezéséről Hunfalvy Pál a következőket írja: „Mind a Balatonra, mind a Fertőre a rómaiaknál csak a Pelso név divatozott. A folyónevek megmaradtak a rómaiak után, s átöröklődtek a magyarokra. A Pelso tónév megváltozik. A nagyobbikra talán már az avarok közt élt szlovénektől a Balaton (blató – sár) név ragad, s rajta marad a magyarok közt is, kik az ottani szlovéneket magokba olvasztották. A kisebbik tónak Fertő lesz a neve, mely magyar szó, ugyanazt jelentő, mint Balaton”
A német Neusiedl (régebben Neusiedel) elnevezés a tatárjárás után betelepített német „vendégekre” (hospites) utal.
A 4. században állítólag Galerius császár kiszáríttatta, de csakhamar újra megtelt vízzel. A 14. században kisebb lehetett a jelenleginél. A közepe táján volt a legkeskenyebb, ahol vámot szedtek. Az a fertői monda, hogy több község elöntése által Giletus fraknói herceg korában jött volna létre, teljesen alaptalan. A tó gyakori áradása és apadása több oklevélben is nyomon követhető.
A tónak a 19. században történő kiszáradása volt a legnevezetesebb. 1855-ben vették észre, hogy a tó vize a rendes partjairól visszahúzódik. Eleinte igen lassan, majd szemmel láthatóan beljebb húzódott, míg 1866 júliusában teljesen eltűnt. A fennmaradt iszap annyira telítődött vízzel, hogy veszélyes volt járni benne. A meder 1869-ig teljesen száraz volt, ezért felszántották és gazdasági épületek épültek benne. A kiszáradás oka a nagy szárazság volt, a tavat tápláló patakok vize is elapadt. A kiszáradás után belsejében sók keletkeztek, a szikpor különösen a keleti parton virágzott ki, ezt a lakók összesöpörték és szappant készítettek belőle. A kiszáradás alatt gyakran délibáb jelent meg.
A trianoni békeszerződéssel vált határmenti tóvá.
Az 1970-es években a vasfüggöny által elvágott és csak a tó megkerülésével elérhető osztrák települések közlekedésének javítására hídépítési projekt indult, ami egy kétsávos, 3.241 m hosszú, akkor Európa 2. leghosszabb hídjaként megépülő vasbeton szerkezetet jelentett volna Fertőmeggyes és Illmic között. Az építéséről Burgenland tartomány 1971. március 2-án döntött. A kor közéleti személyei által vezetett tiltakozás (Otto König, Bernhard Grzimek, Konrad Lorenz és Antal Festetics és további 20.000 aláíró) eredményeként a híd építését 1974-ben elvetették.

## Települései

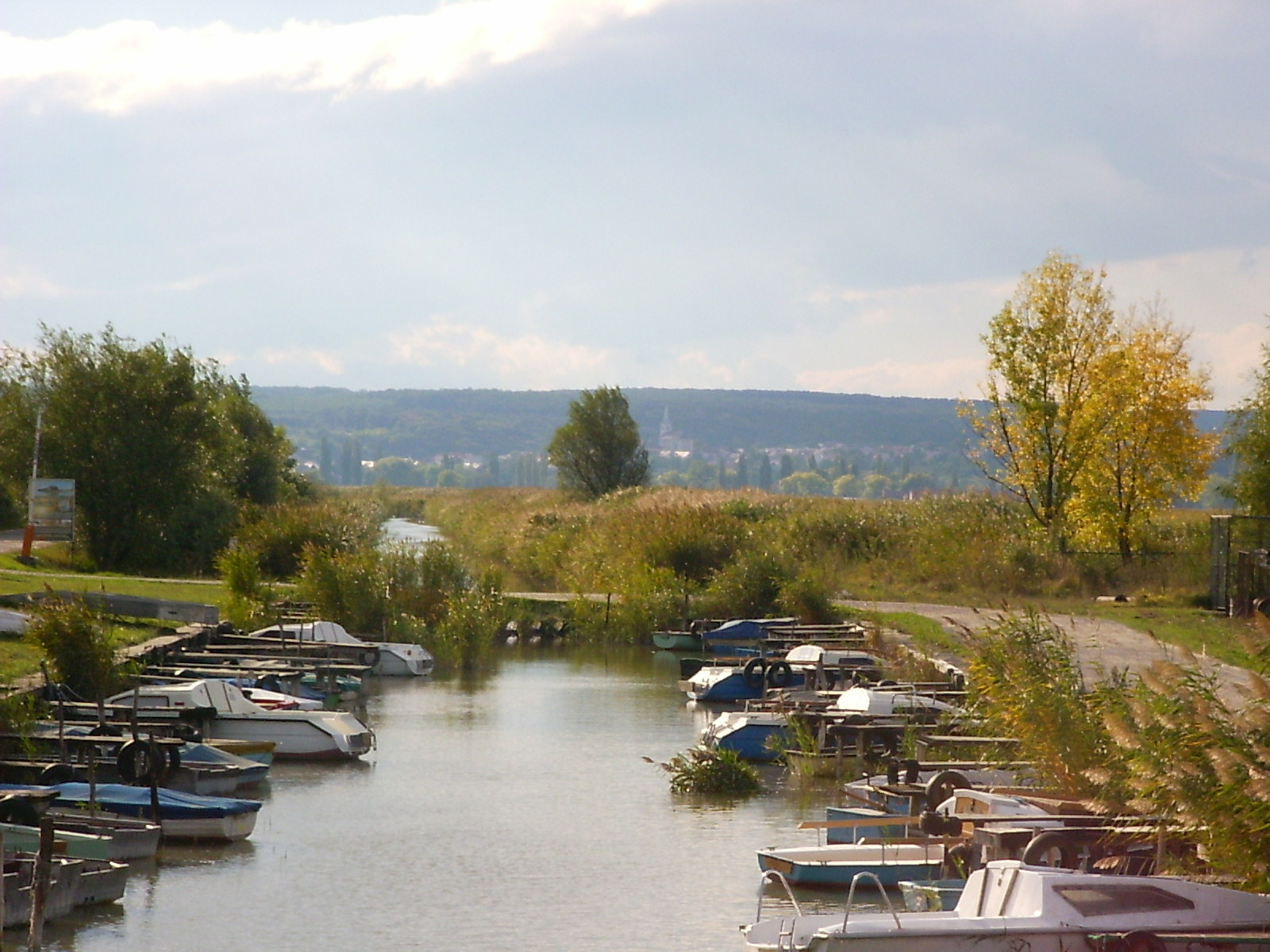
Csónakkikötő Fertőrákoson

(Zárójelben a helység német neve szerepel.)
- Sopron, Balf – Fertőrákos – Fertőmeggyes (Mörbisch) – Ruszt (Rust) – Oka (Oggau) – Fertőfehéregyháza (Donnerskirchen) – Feketeváros (Purbach) – Fertőszéleskút (Breitenbrunn) – Sásony (Winden) – Nyulas (Jois) – Nezsider (Neusiedl am See) – Védeny (Weiden) – Pátfalu (Podersdorf) – Illmic (Illmitz) – Mosonbánfalva (Apetlon) – Pomogy (Pamhagen) – Sarród – Fertőd – Fertőszéplak – Hegykő – Fertőhomok – Hidegség – Fertőboz – Nagycenk